# 선중팔책
선중팔책(일본어: 船中八策)은 막말 사카모토 료마가 1867년(게이오 3년)에 기초한 신국가체제의 기본 방침이다. 사카모토 료마가 도쿄로 가는 배 위에서 했던 여덟 가지의 정치 구상으로 대정봉환, 상하의정국 설치, 인재 등용과 관제 개혁, 외교혁신, 법전의 제정, 해군 확충, 어친병 설치, 폐제 개혁으로 구성되어있다. 전체적인 목표는 쇼군 도쿠가와 요시노부가 천황가의 조정에 직접 참여해서 실권을 장악하고 제번 다이묘로 이루어진 대표회의를 구성하여 요시노부가 번주 의회를 이끄는 것이었다.

## 내용
一、天下ノ政権ヲ朝廷ニ奉還セシメ、政令宜シク朝廷ヨリ出ヅベキ事。

천하의 정권을 조정에 봉환하고, 새 정령을 조정에서 세워야 한다.

一、上下議政局ヲ設ケ、議員ヲ置キテ万機ヲ参賛セシメ、万機宜シク公議ニ決スベキ事。
상하의정국을 설치하고 의원을 두어 만기를 시기에 맞게 공의로 결정해야 한다.

一、有材ノ公卿諸侯及ビ天下ノ人材ヲ顧問ニ備ヘ官爵ヲ賜ヒ、宜シク従来有名無実ノ官ヲ除クベキ事。
유능한 공경제후와 천하의 인재를 고문으로 삼아 관직을 내리고 종래 유명무실한 관직을 폐지해야 한다.

一、外国ノ交際広ク公議ヲ採リ、新ニ至当ノ規約ヲ立ツベキ事。
외국과의 교류를 확대하는 공의를 모으고 새롭고 지당한 규약을 세워야 한다.

一、古来ノ律令ヲ折衷シ、新ニ無窮ノ大典ヲ撰定スベキ事。
옛 율령을 폐지하고, 새롭고 무궁한 대전을 제정해야 한다.

一、海軍宜シク拡張スベキ事。
해군을 확장해야 한다.

一、御親兵ヲ置キ、帝都ヲ守衛セシムベキ事。
어친병을 설치하여 제도를 수비하게 한다.

一、金銀物貨宜シク外国ト平均ノ法ヲ設クベキ事。
금은의 시세를 외국과 균형을 맞추는 법을 제정해야 한다.

以上八策ハ方今天下ノ形勢ヲ察シ、之ヲ宇内万国ニ徴スルニ、之ヲ捨テ他ニ済時ノ急務アルナシ。苟モ此数策ヲ断行セバ、皇運ヲ挽回シ、国勢ヲ拡張シ、万国ト並行スルモ、亦敢テ難シトセズ。伏テ願クハ公明正大ノ道理ニ基キ、一大英断ヲ以テ天下ト更始一新セン。

이상 팔책은 현재 천하의 형세를 살피고 정한 것으로 이를 천하 만국에 공포한다. 이 조항을 새롭게 바꿀 때에는 만사를 제쳐두고 해야 한다. 이를 단행하면 황운을 회복하고 국세를 확장하여 만국과 병립할 수 있다. 엎드려 바라건대 공명정대의 도리를 기반으로 일대 영단으로 천하를 새롭게 하자.

## 같이 보기
- 신정부강령팔책